# Уотс, Алан
Алан Уилсон Уотс (англ. Alan Wilson Watts, 6 января 1915 — 16 ноября 1973) — британский философ, писатель и лектор, известен как переводчик и популяризатор восточной философии для западной аудитории.
Написал более 25 книг и множество статей, затрагивающих темы самоидентификации, истинной природы реальности, высшего осознания, смысла жизни, концепций и изображений Бога и нематериального стремления к счастью. В своих книгах он соотносит свой опыт с научными знаниями и с западными и восточными религиями, эзотерикой и философией.
Ученик и последователь Дайсэцу Тэйтаро Судзуки.

## Ранние годы
Уотс родился в 1915 году в городке Чизелхерст, Кент, Англия, на Холбрук Лэйн 3 (теперь 5) в семье со средним достатком. Его отец был представителем компании Michelin, а мать — домохозяйка. Мать происходила из семьи миссионера. В связи со скромным достатком, семья предпочла жить в сельской местности, и Алан, единственный ребёнок, вырос на природе, с детства зная наизусть названия всех растений и насекомых.
Возможно, благодаря влиянию глубоко религиозной семьи матери, зародился интерес к изучению первооснов всего на свете. Также Алан любил читать художественную литературу, особенно романтические истории про таинственный Дальний Восток.
Позже Уотс записал свои мистические видения, которые он испытал в детстве во время болезни. В то время он находился под впечатлением от восточных пейзажей и гобеленов, подаренных его матери миссионерами, вернувшимися из Китая. Те несколько китайских картин, которые Уотс увидел в Англии, по его признанию, совершенно заворожили его: «Я был эстетически очарован абсолютной чистотой, открытостью и ёмкостью китайского и японского искусства. Оно как будто парит в воздухе…». Эти художественные работы акцентировали внимание на взаимодействии природы и человека, теме, которая прошла через всю жизнь Алана.

### Буддизм
По его собственному мнению, Уотс был человеком творческим, упрямым и словоохотливым. Ещё совсем маленьким его отослали учиться в школу-интернат (в которой уделялось внимание как наукам, так и физической культуре). Про такую религиозную подготовку он писал: «На всём протяжении обучения, моё религиозное воспитание было мрачным и сентиментальным…» На каникулах в подростковом возрасте Френсис Крошоу, богатый эпикуреец с большим интересом к буддизму и к экзотическим малоизвестным аспектам европейской культуры, взял Уотса в поездку по Франции. Через некоторое время Уотс почувствовал необходимость выбрать между англиканским христианством, которому его учили, и буддизмом, о котором он читал в различных библиотеках, в том числе и у Крошоу. Он выбрал буддизм и вступил в Лондонскую буддийскую общину, которая была основана теософами и управлялась адвокатом Кристмасом Хамфризом. Уотс стал секретарём организатора в 16 лет (в 1931 году). За эти годы юный Уотс постиг несколько способов медитации.

### Образование
Уотс посещал King’s School, которая была рядом с Кентерберийским кафедральным собором. Несмотря на хорошую успеваемость, особенно в схоластике, и на хорошую репутацию школы, Уотс упустил возможность поступить в Оксфорд. Экзаменаторы сочли его вступительное эссе дерзким и вызывающим разногласия.
Поэтому после окончания школы Уотс сразу отправился работать, сначала в типографию, а позже — в банк. Он проводил своё свободное время в буддистской общине, проходя обучение у «лже-гуру», именующего себя Димитрием Митриновичем (Митринович называл себя последователем Петра Демьяновича Успенского, Георгия Ивановича Гурджиева и ряда психоаналитических школ Фрейда, Юнга и Адлера). Уотс также много изучал философию, историю, психологию, психиатрию и Восточную мудрость.

### Первые публикации
Лондон предоставил ему множество других возможностей для личностного роста. Через Хамфри он познакомился с выдающимися эзотерическими писателями (например, Николаем Рерихом и Сарвепалли Радхакришнаном) и яркими теософами, как Алиса Бейли. В 1936 в возрасте 21 года он посетил Всемирный конгресс Веры в Лондонском Университете, слушал доклад Дайсэцу Судзуки, а позже смог и пообщаться с уважаемым учёным школы Дзэн. В результате бесед и случайных знакомств он увлёкся, изучая доступную научную литературу, основными концепциями и терминами основных философских течений Индии и Восточной Азии. В 1936 году была издана первая книга Уотса «Дух Дзэн», которая позже была признана как переосмысление написанного Судзуки.
В 1938 году он со своей невестой покинул Англию и поселился в Америке. Он женился на Элеонор Эверетт, чья мать, Рут Фуллер Эверетт, была связана с дзэн-буддийскими кругами США. Через несколько лет Рут вышла замуж за мастера дзэн Сокэй-ан Сасаки, и этот японский джентльмен служил своего рода образцом для подражания и учителем Алану, хотя Уотс так и не стал официально учеником Сасаки.
В это время, согласно его последующим воспоминаниям, Уотс получил ещё одно мистическое переживание, произошедшее во время прогулки с женой.
Очарование Уотса дзэн-буддизмом (чань), которое началось у него ещё с 1930-х годов, развивалось, поскольку эта традиция воплощается во вплетении духовности в практику. Это проиллюстрировано в подзаголовке книги Уотса «Дух Дзэн»: «Жизненный путь, работа и искусство на Дальнем Востоке». Работа, жизнь и искусство не отодвинуты на второй план на фоне духовного.

### Годы священничества
Уотс бросил официальное обучение дзэну в Нью-Йорке из-за того, что методы обучения не очень подходили ему. Он не был посвящён в буддийские монахи, но он чувствовал, что ему необходимо профессионально передавать накопленные философские знания. Он поступил в англиканскую (епископальную) школу (Сибери-Западная богословская семинария, Эванстон (Иллинойс)), где обучался христианской скульптуре, теологии и истории Церкви. Он попытался сочетать современное понимание христианства, мистическое христианство и азиатскую философию. Уотс получил звание магистра теологии. Его диссертация была опубликована под названием «Созерцание духа». Уотс больше не скрывал своего недовольства традиционными религиями, считая их косными, заставляющими верующих испытывать чувство вины, притом воинственно вербующими сторонников, причём это относится и к иудаизму, и к христианству, и к индуизму и к буддизму.
Такие воззрения весьма сочетались с его новой ролью епископального священника (он стал им в 1945 году в возрасте 30 лет), пока не разразился скандал с адюльтером, в результате которого его молодая жена аннулировала их брак. Это также повлияло на уход в 1950 году Уотса с должности священника. В следующем году он познакомился с Джозефом Кэмпбеллом, со своей новой женой Джин Эрдман и с Джоном Кейджем.
Весной 1951 года Уотс переехал в Калифорнию, где он устроился работать в Калифорнийский институт интегральных исследований в Сан-Франциско. Одновременно с ним там преподавали Сабуро Хасэгава, Фредерик Спигелберг, Харидас Чаудхури, лама Токван Тада, а также другие приезжие эксперты и профессора. Хасэгава частным образом обучал Уотса японским традициям, искусству, привычкам, а также единению с природой.
Уотс также обучался китайскому письму и практике каллиграфии у Хасэгавы и у китайских студентов института. Несмотря на то, что основным интересом его был чань-буддизм, который зародился в Китае, его исследовательские изыскания включали веданту, «новую физику», кибернетику, семантику, философию процессов, естествознание, и антропологию сексуальности.

## Зрелые годы
В середине 1950-х, побыв несколько лет главой института, Уотс оставил преподавательскую деятельность. С 1953 года он вёл еженедельную передачу на радиостанции Pacifica в Беркли до самой своей смерти в 1973. Поскольку радиостанция была некоммерческой, Уотс за это не получал денег, но зато он собирал большую аудиторию среди жителей области залива Сан-Франциско. Эти передачи впоследствии вещались дополнительными станциями Pacifica в других регионах и транслировались многократно даже после его смерти. Оригиналы записей сейчас хранятся в архиве радио Pacifica (Pacifica Radio Archives) на базе KPFK в Лос-Анджелесе и в архиве Университета электроники, основанного его сыном Марком Уотсом (alanwatts.org).
В 1957 году, когда Уотсу было 42, была опубликована его самая известная книга «Путь Дзэн», излагающая историю и философские разъяснения дзэнских учений. Помимо описания образа жизни и философии Дзэн в Индии и Китае, Уотс представил идеи общей семантики (основываясь на сочинения Альфреда Коржибски и ранние работы Норберта Винера, которые незадолго до этого были опубликованы). Уотс отметил сходство принципов кибернетики с практикой Дзэн. Книга хорошо продавалась, быстро стала современной классикой и помогала популяризации его лекций.
Примерно в это время Уотс с отцом немного поездил по Европе и встретился там с известным психиатром Карлом Юнгом. В современной психиатрии Уотс больше склонялся к теориям Юнга и Маслоу, чем Фрейда.

### Эксперименты
После возвращения в США, Уотс начал экспериментировать с приёмом психоделиков. Первый опыт — употребление мескалина, который ему дал доктор Оскар Джанигер. Уотс принимал ЛСД несколько раз с разными исследовательскими группами под руководством доктора Кита Дитмана, доктора Стерлинга Буннела и доктора Майкла Агрона. Также он пробовал марихуану, отметив её как полезное и интересное психоактивное вещество, которое даёт иллюзию замедления времени. В книгах Уотса, написанных в 60-х годах, чувствуется влияние подобных химических экспериментов на точку зрения писателя. Позже он комментировал употребление наркотических веществ: «Когда ты получил сообщение, не забудь повесить трубку».
После этого Уотс какое-то время предпочитал писать на языке современной науки и психологии (хороший пример — «Психотерапия на Востоке и Западе»), проводя параллели между мистическими экспериментами и теориями материальной вселенной, предложенными физиками XX века. Позже он увязывал мистические опыты с экологией, обычно ставя акцент на том, что было ближе конкретной аудитории.

### Отзывы о работах и критика
Исследования и работа Уотса позволили ему познакомиться со многими известными учёными, художниками и учителями из Движения за развитие человеческого потенциала. Его друг поэт Гери Снайдер взрастил в Уотсе интерес к зарождающемуся энвайронментализму, которому он дал философское обоснование. Также он случайно познакомился с Робертом Антоном Уилсоном, который предвещал Уотсу будущее «Путеводной звезды» во вступительном слове к своей книге «Космический триггер».
Уотс обычно не задерживался надолго в каком-либо институте, но несколько лет являлся научным сотрудником Гарвардского университета. Также он давал лекции для студентов многих колледжей и университетов. Благодаря многочисленным лекциям и книгам Уотс широко повлиял на американскую интеллигенцию 1950-70-х годов, хотя и не был признан научным сообществом. На вопрос об этом от студентов во время беседы в Санта-Крус в 1970, Уотс ответил, что он не академический философ, а скорее представитель «эстрадной философии».
Такие буддийские авторитеты, как Роси Филип Капло, Джон Дайдо Лури и Д. Т. Судзуки, критиковали работы Уотса за якобы неверное толкование ключевых представлений дзэн-буддизма. Капло писал, что Уотс отбросил дзадзэн, руководствуясь только половиной коана. В отношении упомянутого коана Роберт Эйткен сказал, ссылаясь на слова Д. Т. Судзуки: «Как это ни печально, мистер Уотс не понял эту историю». В переводе книги Догэна «Сокровищница глаза истинной дхармы» Лури также упоминает это и продолжает развивает тему предположением о том, что Дзэн по своей сути есть дзадзэн, и его невозможно понять без практики.
Однако у Уотса были и единомышленники в дзэнском обществе — к примеру, Сюнрю Судзуки, основатель центра дзэн в Сан-Франциско. Дэвид Чадвик рассказывал в написанной им биографии Сюнрю Судзуки, что когда один ученик сказал про Уотса: «мы считали его мудрецом, но затем открылась его истинная сущность», — Судзуки вспыхнул: «Вы ничего не понимаете об Алане Уотсе! Вы должны тщательно изучить то, что он сделал. Он великий бодхисаттва».
Кандидат философских наук И. П. Игнатьев, ставя авторитетность интерпретаций Уотса на такой же высокий уровень, на котором, по его мнению, находятся работы Д. Т. Судзуки, отмечал, что Алан Уотс является «пожалуй, наиболее объективным и не подверженным конъюнктуре интерпретатором дзэна».
Е. Г. Балагушкин отмечал, что Уотс «явился вторым по значению пропагандистом дзена на Западе» и вместе со своим учителем Д. Т. Судзуки оказал «непосредственное влияние на духовных вождей битников — видных представителей калифорнийской литературной богемы: Г. Снайдера, А. Гинсберга, Ж. Керуака»

### Прикладная эстетика
Уотс часто писал или упоминал о группе соседей в Друид Хайтс (недалеко от Милл Вэлли, Калифорния), которые занимались архитектурой, садоводством и плотничеством сами, чтобы создать себе условия комфортной жизни. Эти соседи занимались всем этим самостоятельно, делая то, к чему у них были способности, поскольку жили они, что называется «в совместной богемной нищете». Друид Хайтс был основан писательницей Эльзой Гидлоу.
Руководствуясь своей идеей, Уотс пытался уменьшить отчуждённость, сопутствующую человеческому бытию, которой были поражены современные жители Запада, и (как его приятель, британский эмигрант Олдос Хаксли) уменьшить болезненность, которая стала неожиданным побочным продуктом отчуждённости от естественной природы. Он чувствовал, что такое учение может улучшить мир хотя бы в небольшой степени. Также он чётко сформулировал возможность увеличения значения эстетики (к примеру, улучшение архитектуры, увеличение количества предметов искусства, улучшение культуры питания) в жизни американцев. В своей автобиографии он написал: «…обновление культуры происходит, когда смешиваются очень разные культуры».
В своём последнем романе «Остров» (1962 г.) Олдос Хаксли пишет, что религиозная практика майтхуна чем-то похожа на то, что Римско-католическая церковь называет «coitus reservatus». Несколькими годами ранее Алан Уотс обсуждал эту тему в своей книге «Природа, мужчина и женщина». Он считал, что эта практика была известна ранним христианам и была засекречена церковью.

## Поздние годы
В своих сочинениях 50-х годов он признавался в восхищении практичности, проявленной в истории распространения учения Чань (Дзэн) на Дальнем Востоке. Учение привлекало фермеров, архитекторов, строителей, народных целителей и чиновников в ряды монахов, которые жили в монастырях поколениями.
В своих поздних работах Уотс называл себя «дзэннистом». Уотс интересовался воспитанием детей, искусством, кулинарией, образованием, правом, архитектурой, сексуальностью, развитием технологий и их отрицательным воздействием.
В профессиональной деятельности, Уотс пытался доказать ничтожность института брака и жизненных ценностей американского общества в своих классических комментариях к любовным отношениям в «Удивительном безумии» и концепцию единения с окружающей средой в «Философии природы».
В своих социальных работах он настаивает на необходимости международного мира, толерантности и понимания среди различных культур. Также он пришёл к необходимости быстрого осознания растущих экологических проблем, к примеру, в начале 1960-х он написал: «Может ли расплавление или сжигание реально избавить от этих вечно растущих гор мусора — особенно когда вещи, которые мы создаём, всё больше кажутся мусором, даже ещё до того, как их выкинули?». Этой же проблеме была посвящена телевизионная программа, пилотный выпуск которой телекомпания NET сняла в 1971 году в его горном убежище. Уотс отметил в этой передаче, что единственная модель понимания проблемы была бы полностью неадекватна, поскольку мир состоит из множества точек зрения.

### Политические убеждения
В своих записях Уотс упоминает уход своих политических взглядов от республиканского консерватизма в сторону либерализации. Потеряв доверие к обеим, левой и правой, признанным политическим сторонам, Уотс вдохновился трудами китайского мудреца Чжуан-цзы. Во многом ему не нравилась традиционная концепция «прогресса». Он предпочитал дружеские, полуизолированные сельские общины, а также считал необходимым более толерантное отношение к городским неблагополучным кварталам, социально необустроенным людям и эксцентричным художникам. Уотс порицал наступление городского образа жизни на сельскую местность.
В одном из своих лекционных туров по университетам США, который он назвал «Конец упадка человечества», Уотс иллюстрировал любовь к природе и гуманность, говоря о различных стадиях человеческого взросления (включая подростковый возраст) и осуждая чрезмерный цинизм и соперничество, при этом восхваляя разумную созидательность, архитектуру и еду.

### Духовная и социальная идентификация
Уотс чувствовал, что когда речь заходит о глубоком духовном самоосознании индивида, общепринятая мораль отступает на второй план. В своих работах Уотс всё чаще затрагивал тему этики применительно к отношениям между человечеством и естественной природой, а также между правительством и гражданами. Особо подчёркивал расовое и культурное многообразие социальной среды.
Он часто говорил, что хотел бы выступить в качестве моста между древним и современным, между Востоком и Западом, между цивилизацией и природой.
Уотс не раз организовывал туры по буддистским храмам Японии для американцев. Также он занимался тайцзицюань со своим коллегой «Алом» Хуан Чжунляном.

### Мировоззрение
В нескольких его последних публикациях, особенно в «За гранью теологии» и «Книга о табу на знание о том кто ты есть», Уотс описывает мировоззрение, основанное на смеси индуизма, китайской философии, пантеизма и современной науки. Он заявляет, что вселенная представляет собой единый организм, играющий сам с собой в прятки (лила), скрывающийся от себя (майя), становясь всеми живыми и неживыми существами во вселенной, забывающими о том, кто они есть на самом деле; и конечная цель — понять, что мы есть прячущееся ОНО. В таком взгляде на существование, Уотс утверждает, что наше понимание себя как «эго в мешке из кожи» — это миф; сущности, которые мы называем отдельными вещами, являются неотъемлемыми частями целого.

## Распространение в Интернете
После создания сыном Алана Марком Уотсом сайта alanwattspodcast.com и успеха интернет-роликов, созданных фанатами, многие аудиозаписи Алана Уотса были переделаны в видеоролики.
Мэтт Стоун и Трей Паркер — создатели анимационного сериала «Южный парк» — поспособствовали разрастающейся популярности, создав видео трибьют, анимировав несколько его лекций. Это породило культуру анимированных видеолекций, которых в интернете сейчас можно найти порядка сотен.

## Личная жизнь
Алан Уотс был трижды женат и успел завести семерых детей: пять дочерей и двоих сыновей. Его старший сын, Марк Уотс, сейчас курирует работы своего отца.
Уотс встретил Элеонор Эверетт в 1936 году, когда её мать, Рут Фуллер Эверетт, привезла её в Лондон обучаться игре на пианино. Они встретились в буддистской общине, где обручились через год и поженились в апреле 1938. Дочь Джоанна родилась в ноябре 1938, Анна — в 1943. Их брак распался через 11 лет, но Уотс продолжал общаться со своей бывшей тёщей.
Уотс жил со своей женой Мэри Джейн в Саусалито, Калифорния, в 60-х годах. Позже он временами жил на лодке возле Саусалито, а временами — в уединённой хижине на горе Тамалпаис. Обременённый социальными и финансовыми обязательствами, он постоянно боролся с алкогольной зависимостью, которая, вероятнее всего, сократила продолжительность его жизни.
В октябре 1973 он вернулся из изнуряющего лекционного тура по Европе. Он умер от остановки сердца во сне в своём доме на горе Тамалпаис в возрасте 58 лет.

## Издание русских переводов А. Уотса
В 1983 года русские переводы работ Уотса появились в самиздате. С 1991 года они неоднократно издавались в издательстве "София" в Киеве и Санкт-Петербурге, в частности такие его работы, ставшие классикой как "Путь дзэн. Истоки, принципы, практики" и др.

### Издано на русском языке
- (1936) Алан Уотс. Дух дзен-буддизма = The Spirit of Zen: A Way of Life, Work and Art in the Far East : 1936. — М. : ACT, 2022. — 192 с. — ISBN 978-5-17-134223-4.
- (1951) Алан Уотс. Мудрость уязвимости. Послание веку тревоги = The Wisdom of Insecurity: A Message for an Age of Anxiety : 1951. — М. : София, 2022. — 192 с. — Пер. с англ. М.Нечаева. — ISBN 978-5-907524-63-7.
- (1953) Алан Уотс. Миф и ритуал в христианстве = Myth and Ritual in Christianity : 1953. — Киев : София, 2003. — 238 с. — Пер. с англ. К. Семёнова. — ISBN 5-9550-0012-7.
- (1957) Аллан Б. Уоттс. Дзен-Буддизм - что это такое. История и практика = The Way of Zen : 1957. — М. : Центр методов духовного развития «Исток», 1993. — 82 с.
- (1951) Алан В. Уотс. Путь Дзэн = The Way of Zen : 1957. — Киев : София, 1993. — 320 с. — Пер. с англ. Ю.Михайлин. — ISBN 5-7101-0004-8.
- (1958, 1983) Алан Уотс. Природа, мужчина и женщина. Путь освобождения = Nature, Man and Woman(1958) + The way of liberation (1983). — Киев : София, 1999. — 288 с. — Пер. с англ. А.Мищенко. — ISBN 5-220-00203-1.
- (1961) Алан Уоттс. Психотерапия. Восток и Запад = Psychotherapy: East and West : 1961. — Львов : Инициатива, 1997. — 174 с. — Пер. с англ. А.К.Могилянская. — ISBN 5-7707-9644-8.
- (1966) Алан Уотс. Книга о табу на знание о том, кто ты есть = The Book: On the Taboo Against Knowing Who You Are : 1966. — Киев : София, 1995. — 320 с. — ISBN 5-7101-0058-7.
- (1975) Алан Уотс. Дао - путь воды = Tao: The Watercourse Way (with Chungliang Al Huang) : 1975. — Киев : София, 1996. — 288 с. — Пер. с англ. А.Мищенко. — ISBN 5-7101-0109-5.

### Прижизненные публикации
- 1936 Дух Дзэн
- 1940 Значение счастья
- 1944 Мистическая теология св. Дионисия (перевод с греческого псевдо-Дионисия)
- 1948 Созерцание духа: изучение необходимости в мистической религии
- 1950 Сверхличность
- 1951 Мудрость ненадёжного
- 1953 Миф и ритуал в христианстве
- 1957 Путь Дзэн
- 1958 Природа, мужчина и женщина
- 1959 Бунтарский дзэн, «авторитарный дзэн» и просто дзэн
- 1960 «Это оно» и другие сочинения про дзэн и духовные практики
- 1961 Психотерапия на Востоке и Западе
- 1962 Космическая радость просветления
- 1963 Две руки Всевышнего
- 1964 За пределами теологии
- 1966 Книга о табу на знание о том, кто ты есть
- 1967 Нонсенс
- 1970 Имеет ли это значение?
- 1971 Эротическая духовность
- 1972 Искусство созерцания
- 1972 На моём пути — автобиография
- 1973 Туманное неизведанное: горный дневник

### Посмертные публикации
- 1974 Сущность Алана Уотса
- 1975 Дао: Течение, в соавторстве с Алом Хуан Чжунляном
- 1976 Основы Алана Уотса
- 1978 Необработанная древесина, неотбеленный шелк: тайна жизни
- 1979 Ом: продуктивная медитация
- 1982 Игра в жизнь
- 1983 Путь к освобождению: эссе и лекции о трансформации эго
- 1985 Прочь из западни
- 1986 Алмазная паутина
- 1987 Ранние записи Алана Уотса
- 1990 Современная мистика: новая коллекция ранних записей
- 1994 Беседы о Дзэн
- 1995 Стать кем ты есть
- 1995 Буддизм: не религиозная религия
- 1995 Философия Азии
- 1995 Дао философии
- 1996 Миф и религия
- 1997 Даосизм: ненайденный путь
- 1997 Дзэн и движение битников
- 1998 Культура и контркультура
- 2000 Что такое дзэн?
- 2000 Что такое дао?
- 2000 Остановить ум: введение в медитацию
- 2000 Восточная мудрость

### Статьи
- Psychedelics & Religious Experience (англ.) // The California Law Review : journal. — 1968. — January (vol. 56).

## Академическое признание
Высшая школа Сэйбрука при Университете Сэйбрука предлагает единственный в США курс Алана Уотса, и, возможно, единственный в мире. Также в Сэйбруке есть единственная в мире должность уотсоведа, занимаемая всемирно известным психологом Стэнли Криппнером.